# Qadian
Qadian (o Kadian, Quadian) è una città dell'India di 20 827 abitanti, situata nel distretto di Gurdaspur, nello stato federato del Punjab. In base al numero di abitanti la città rientra nella classe III (da 20 000 a 49 999 persone).

## Geografia fisica
La città è situata a 31° 49' 4 N e 75° 23' 31 E e ha un'altitudine di 249 m s.l.m.

## Società

### Evoluzione demografica
Al censimento del 2001 la popolazione di Qadian assommava a 20 827 persone, delle quali 11 267 maschi e 9 560 femmine. I bambini di età inferiore o uguale ai sei anni assommavano a 2 108, dei quali 1 189 maschi e 919 femmine. Infine, coloro che erano in grado di saper almeno leggere e scrivere erano 15 545, dei quali 8 834 maschi e 6 711 femmine.